# Kingkey 100
Kingkey 100 (en chino simplificado, 京基100), antiguamente conocido como Kingkey Finance Center Plaza, es un rascacielos situado en Shenzhen, Guangdong, China. Está localizado en el Distrito Luohu de la ciudad, zona que puede describirse como el distrito financiero.
El edificio, de uso mixto, tiene una altura de 442 metros y 100 plantas que contienen espacio de oficinas y un hotel. De estas 100 plantas, 68 son usadas para 173 000 m² (1 862 200 ft²) de espacio de oficinas de clase A, 22 plantas para un hotel de negocios de seis estrellas de 35 000 m² (376 700 ft²) y las cuatro plantas superiores albergan un jardín y varios restaurantes.
Las plantas más bajas del edificio incluyen el centro comercial KK Mall, que abrió sus puertas el 26 de noviembre de 2010 y contiene tiendas de marcas de lujo, restaurantes y un supermercado. El KK Mall también contiene el primer cine IMAX de Shenzhen.

El St. Regis Hotel ocupa las plantas 75 a 98 de la torre principal, y abrió en septiembre de 2011.
Es actualmente el segundo edificio más alto de Shenzhen, por detrás del Ping An Finance Center.

## Galería

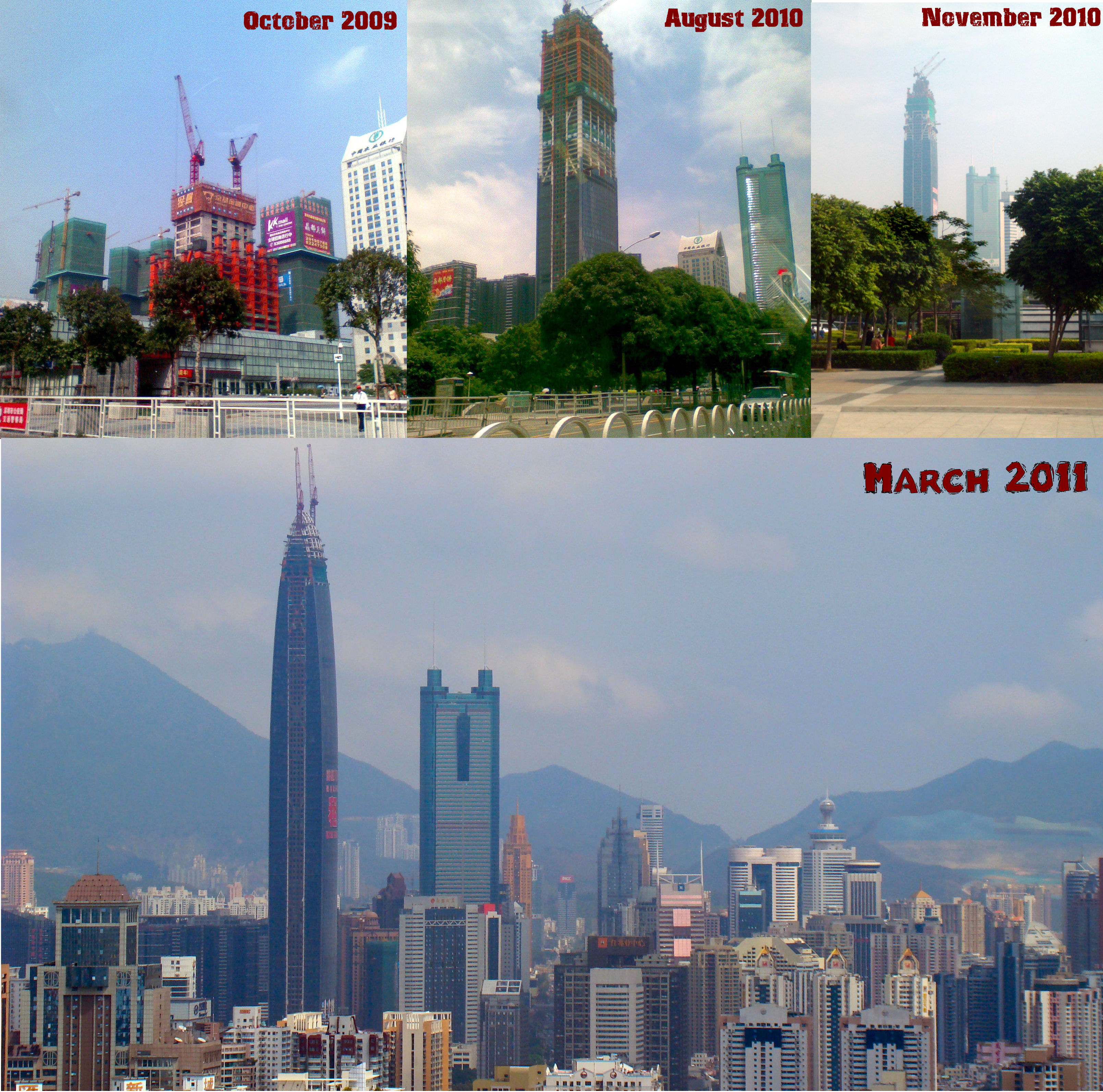
Kingkey 100 (con la estructura externa naranja) en construcción el 8 de octubre de 2009.
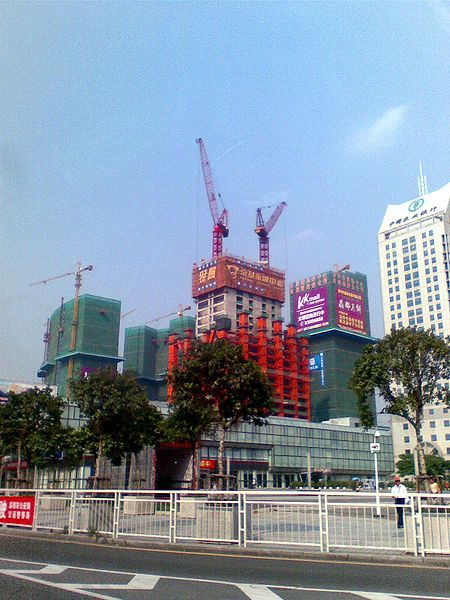
Kingkey 100 en construcción en 2009.
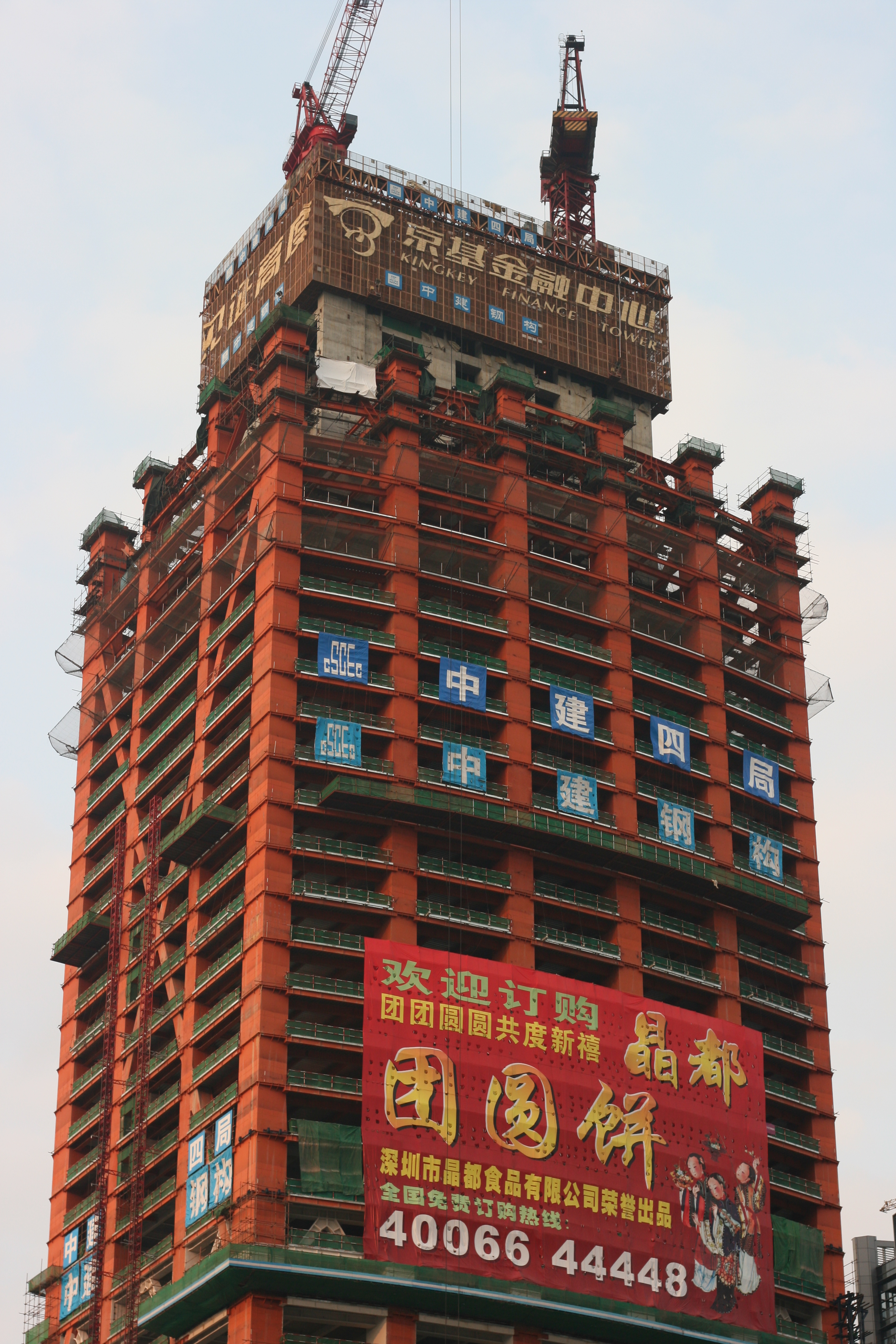
Kingkey 100 (con la estructura externa naranja) en construcción el 27 de febrero de 2010.
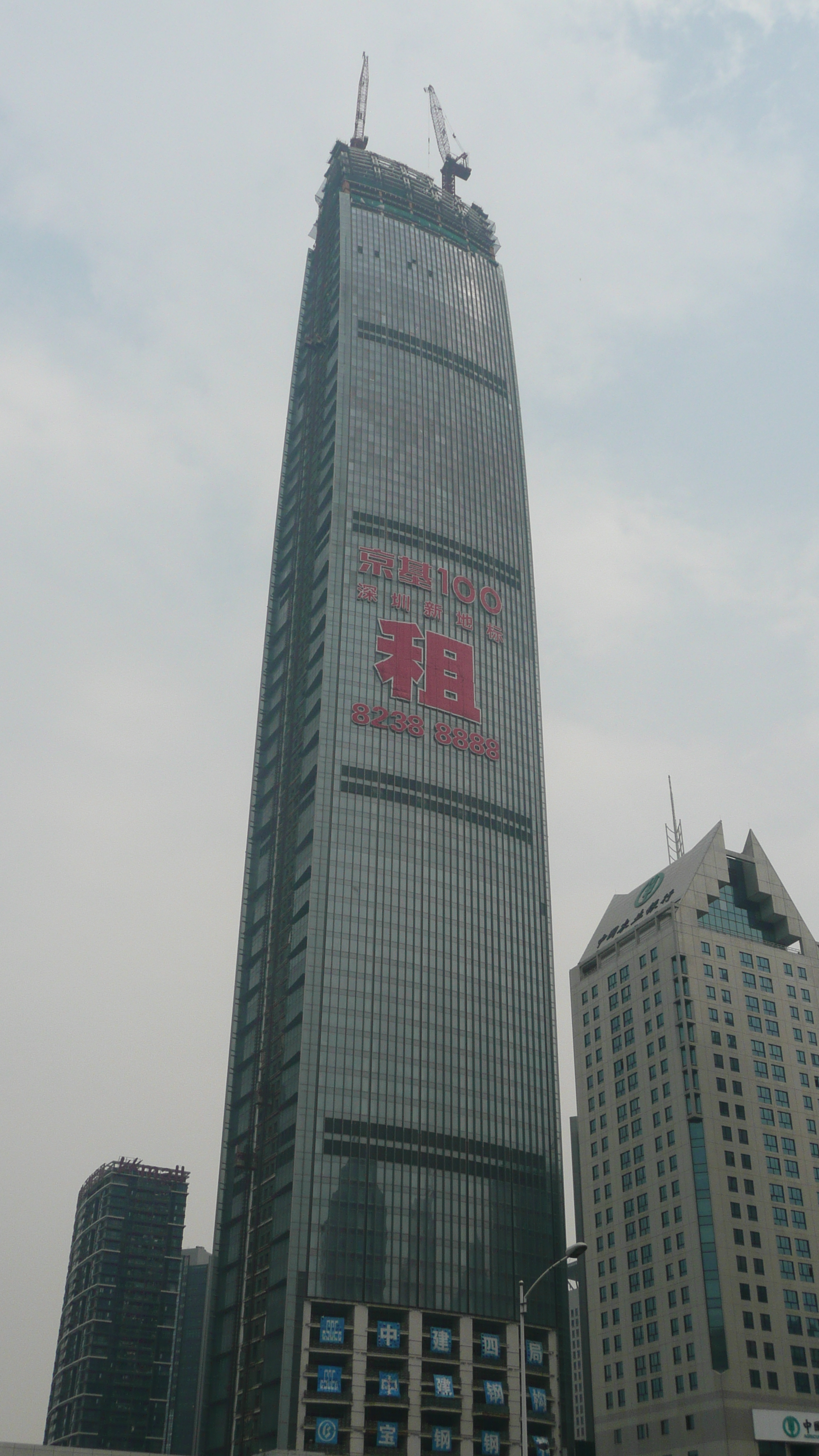
Kingkey 100 en construcción en 2011.
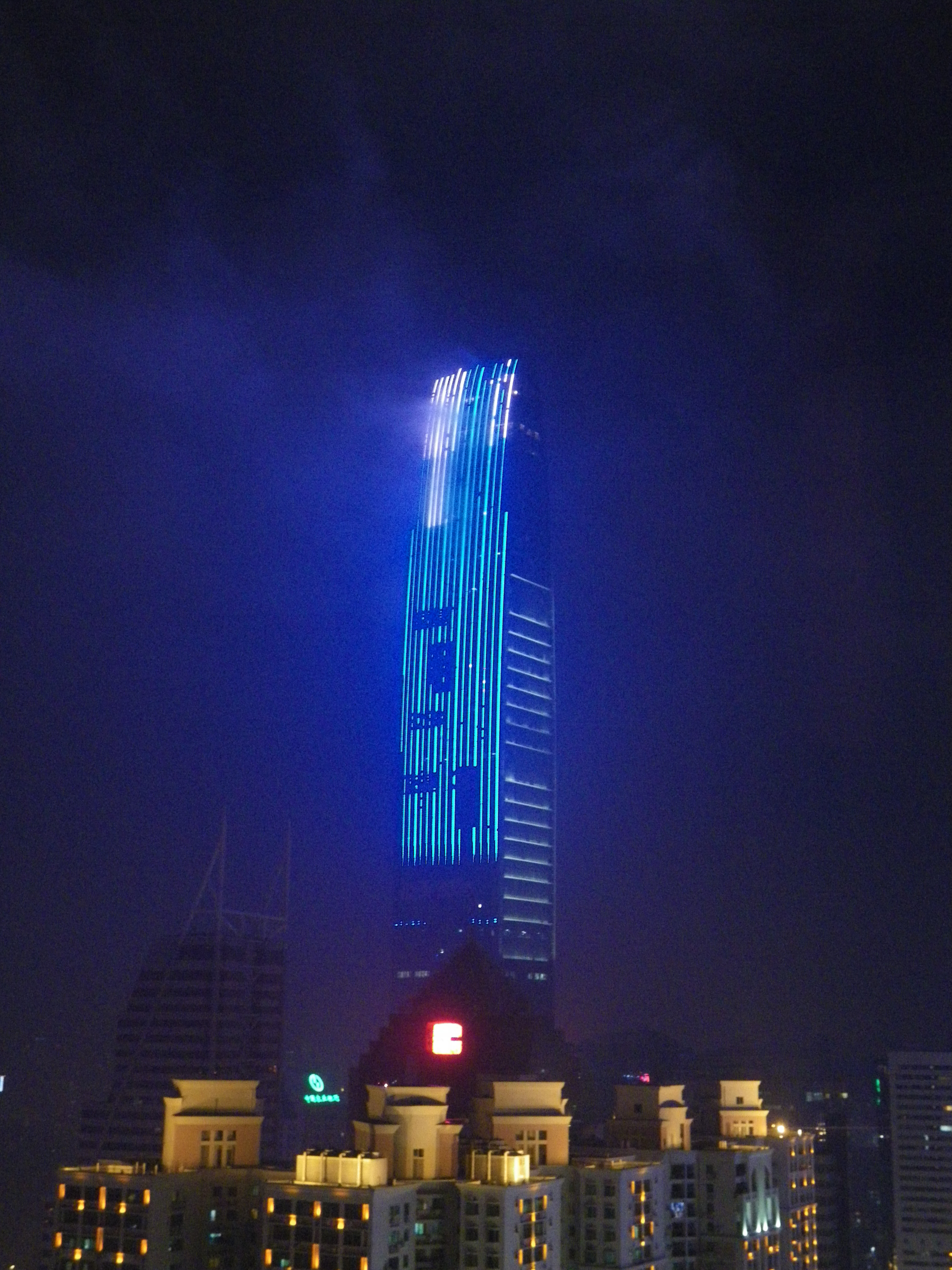
Kingkey 100 por la noche, con la parte superior visible a través de nubes bajas.